# Lotte Toberentz
Lotte Maria Charlotte Toberentz (* 27. Mai 1900 in Zerbst/Anhalt; † nach Januar 1964) war eine deutsche Kriminalrätin im nationalsozialistischen Deutschen Reich, Mitarbeiterin in der „Reichszentrale zur Bekämpfung der Jugendkriminalität“ und Leiterin des (einzigen) SS-Mädchenkonzentrationslagers Uckermark.

## Leben
Lotte Toberentz, von Beruf Polizeibeamtin, trat der NSDAP (Mitgliedsnummer 3.917.135) Anfang Mai 1937 bei. Von Anfang April 1930 bis zum August 1940 wurde sie bei der weiblichen Kriminalpolizei in der Berliner Dienststelle Polizeidirektion Alexanderplatz eingesetzt. Anschließend arbeitete sie in der „Reichszentrale zur Bekämpfung der Jugendkriminalität“ unter Friederike Wieking im Reichskriminalpolizeiamt (RKPA). Zusammen mit Johanna Braach besuchte Toberentz zur Information 1941 diverse Konzentrationslager. Von Mai 1942 bis zur Auflösung im April 1945 fungierte Toberentz als Leiterin des KZ Mädchenlager Uckermark. Johanna Braach war in diesem Zeitraum ihre Stellvertreterin. Toberentz war als Frau zwar formal dem Lagerkommandanten des KZ Ravensbrück unterstellt, übte aber faktisch die Lagerleitung aus. Im Juni 1942 kamen die ersten 70 Mädchen, begleitet von Toberentz, im Lager an. Etwa 1000 Mädchen und junge Frauen sollen Anfang 1945 im KZ Uckermark interniert gewesen sein.
Im dritten Ravensbrück-Prozess, auch „Uckermark-Prozess“ genannt (14. bis 27. April 1948), wurden Toberentz und Braach gemeinsam mit drei weiteren weiblichen Angehörigen des SS-Gefolges unter britischer Militärgerichtsbarkeit im Hamburger Curiohaus angeklagt. Den Angeklagten wurde folgendes zur Last gelegt:
1. Misshandlung weiblicher alliierter Häftlinge im Zeitraum von Mai 1942 bis April 1945 im Mädchenlager Uckermark
2. Teilnahme an Selektionen von weiblichen alliierten Häftlingen für die Gaskammer im Zeitraum von Mai 1942 bis April 1945 im Mädchenlager Uckermark
3. Misshandlung weiblicher alliierter Häftlinge im Zeitraum von 1944 bis April 1945 im KZ Ravensbrück
4. Teilnahme an Selektionen von weiblichen alliierten Häftlingen für die Gaskammer im Zeitraum von Mai 1942 bis April 1945 im KZ Ravensbrück

Toberentz’ Anklage umfasste die Punkte eins und drei. Aus Mangel an Beweisen wurde sie, ebenso wie Braach, am 26. April 1948 freigesprochen. Da die Anklage nur Straftaten gegen alliierte Staatsangehörige umfasste und Toberentz im Mädchenlager deutsche „unangepasste Mädchen und junge Frauen“ unterstanden, deren Schicksal nicht Prozessgegenstand war, erfolgte letztlich der Freispruch.
Anschließend war Toberentz wieder in leitender Funktion bei der westdeutschen Kriminalpolizei tätig. Weitere Ermittlungen und Vernehmungen in den 1950er und 1960er Jahren verliefen ohne Ergebnis. So wurde Toberentz am 13. Januar 1964 von Beamten des Hessischen Landeskriminalamtes in Wiesbaden vernommen und leugnete, dass auch Kinder in Uckermark interniert gewesen seien. Über ihren weiteren Lebensweg ist nichts bekannt.